# 골드버그 패밀리
《골드버그 패밀리》(영어: The Goldbergs)는 2013년부터 2023년까지 방영된 미국의 시트콤이다.